# 경주테디베어박물관
경주테디베어박물관은 경상북도 경주시 북군동 보문로에 있는 테디 베어 박물관이다. 주로 공룡과 신라 시대의 생활을 담은 테디 베어들이 주로 전시되 있다.

## 사진

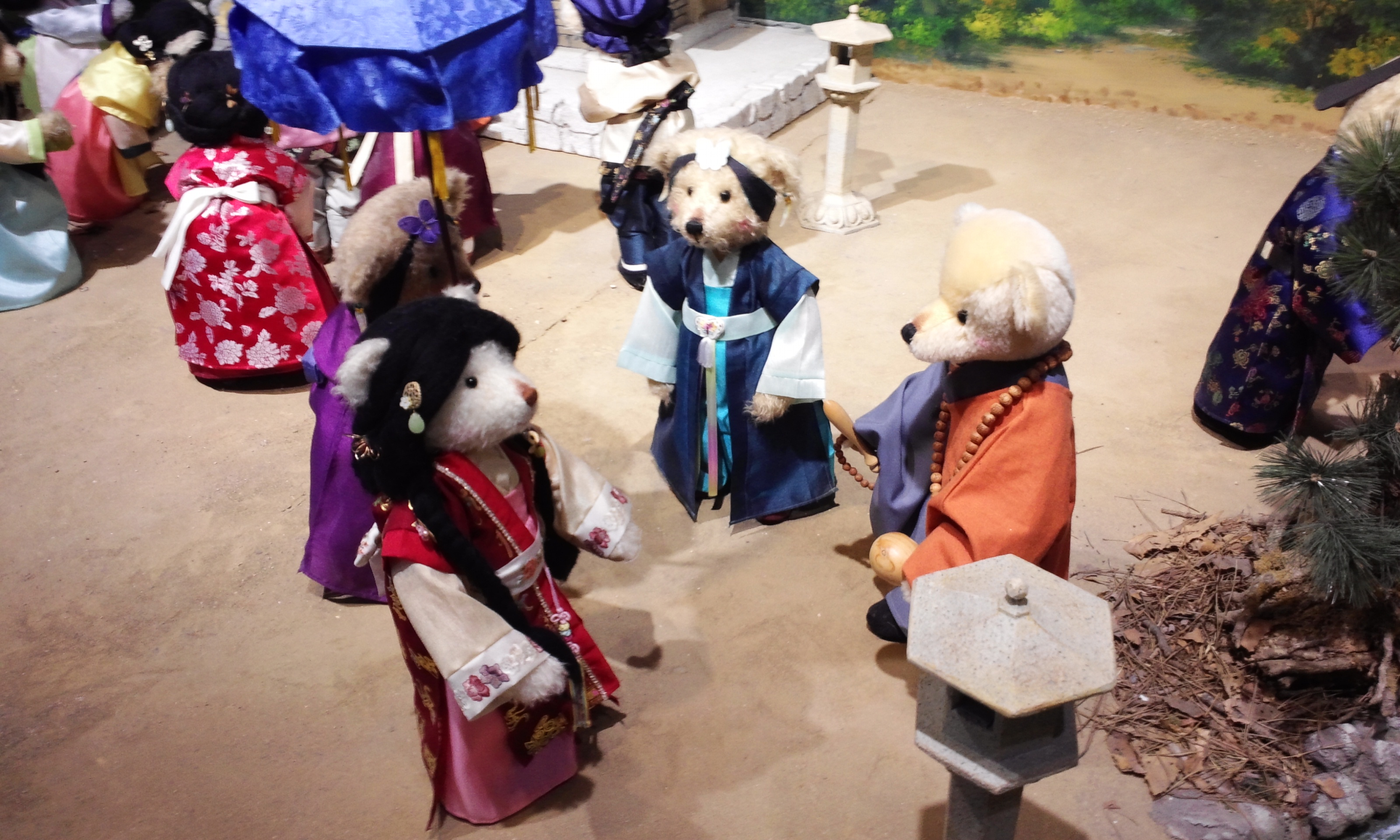
원효대사와 요석공주 테디 베어
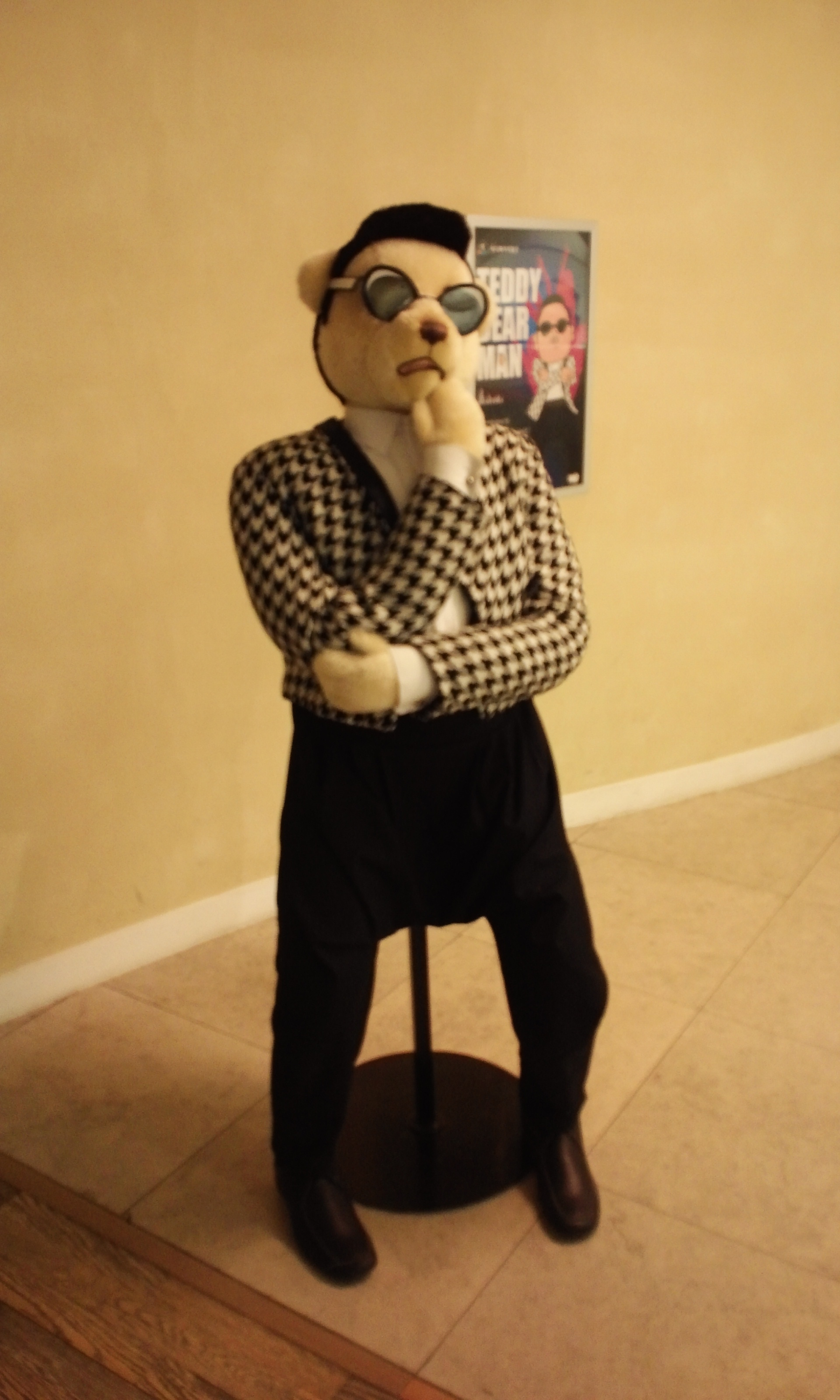
싸이 테디 베어